# Рамешка (Сиземский сельсовет)
Рамешка — деревня в Шекснинском районе Вологодской области.
Входит в состав сельского поселения Сиземского, с точки зрения административно-территориального деления — в Сиземский сельсовет.
Расстояние до районного центра Шексны по автодороге — 35,6 км, до центра муниципального образования Чаромского по прямой — 7 км. Ближайшие населённые пункты — Топорищево, Плосково, Дупельнево, Малый Овинец.
По данным переписи в 2002 году постоянного населения не было.